# Acordulecera
Acordulecera – rodzaj błonkówek z rodziny Pergidae.

## Taksonomia
Rodzaj  Acordulecera ten został opisany przez Thomasa Say'a w 1836 roku. Gatunkiem typowym jest Acordulecera dorsalis. W tym samym roku opisał on rodzaj Thulea (gat. typ. T. nigra), został on zsynonimizowany z Acordulecera przez René Malaise w  1942. W 1874 Westwood opisał ten rodzaj pod nazwą Perantherix (gat. typ. P. pumilio) - nazwy te zsynonimizował Ashmead w 1898 roku. Konow w 1898 z nieuzasadnionych powodów poprawił nazwę rodzaju na Acorduleceros, zmianę tę odkrył Smith w 1979. Günther Enderlein zaś, do opisywania nazywanych przez siebie gatunków używał błędnego zapisu Acordulocera.

## Zasięg występowania
Przedstawiciele tego rodzaju występują w Ameryce Północnej i  Południowej od Kanady na płn. po Argentynę na płd.

## Systematyka
Do  Acordulecera zalicza się 64 gatunki:

- Acordulecera alboclypeata
- Acordulecera algodones
- Acordulecera anantha
- Acordulecera arcticornis
- Acordulecera bigrammata
- Acordulecera binelli
- Acordulecera blassa
- Acordulecera brevis
- Acordulecera calceolata
- Acordulecera cervicata
- Acordulecera cestata
- Acordulecera comoa
- Acordulecera dashielli
- Acordulecera dorsalis
- Acordulecera enderleini
- Acordulecera globulicornis
- Acordulecera gregalis
- Acordulecera grisselli
- Acordulecera illota
- Acordulecera ingloria
- Acordulecera inquinata
- Acordulecera insignis
- Acordulecera insularis
- Acordulecera irwini
- Acordulecera kimseyae
- Acordulecera knabi
- Acordulecera krausi
- Acordulecera liami
- Acordulecera liturata
- Acordulecera longica
- Acordulecera longicornis
- Acordulecera longimanus
- Acordulecera luederwaldti
- Acordulecera luridinotum
- Acordulecera luridistigma
- Acordulecera maculata
- Acordulecera mellina
- Acordulecera monda
- Acordulecera montserratensis
- Acordulecera nigra
- Acordulecera nigricoma
- Acordulecera nigripennis
- Acordulecera orlda
- Acordulecera pallida
- Acordulecera pellucida
- Acordulecera pumilio
- Acordulecera pupula
- Acordulecera ricata
- Acordulecera rudis
- Acordulecera russata
- Acordulecera sahlbergi
- Acordulecera silvatica
- Acordulecera sonoita
- Acordulecera spathulata
- Acordulecera stigmatica
- Acordulecera tegularis
- Acordulecera telya
- Acordulecera thoracalis
- Acordulecera tristis
- Acordulecera trux
- Acordulecera ventralis
- Acordulecera vericulata
- Acordulecera westwoodii
- Acordulecera whittelli